# Alfred Lombard
Alfred Lombard (Marsiglia, 24 aprile 1884 – Tolone, 7 settembre 1973) è stato un pittore francese.

## Biografia
Dopo aver esposto le sue opere al Salon di Parigi del 1910, organizzò, con Pierre Girieud, il May Marseille Salon nel 1912 e 1913 nel loro laboratorio comune al n. 12 quai de Rive-Neuve nel porto vecchio di Marsiglia, una bottega che diventerà poi quella di Jacques Thévenet e, dopo la seconda guerra mondiale, lo studio del pittore marsigliese François Diana. In particolare, collaborò con l'architetto Pierre Patout nel 1925 alla disposizione e al design degli interni dei grandi transatlantici della Compagnie Générale Transatlantique e in particolare di Île-de-France e Atlantique. Questa collaborazione raggiungerà il suo apice nel 1935 con il transatlantico Normandie, in Art déco francese degli anni Trenta.
Alfred Lombard commissionò a Peter Patout anche la costruzione della sua casa-studio a Boulogne-Billancourt, al n 2 rue Gambetta.

## Opere

### Opere in collezioni pubbliche
- Marsiglia :
  - Museo delle belle arti: Flowers and Morning, 1913-1914, olio su tela, 135 × 68[3].
  - Museo Cantini: Grand Nu, 1910-1911, olio su tela, 89 × 116[4].
- Saint-Tropez, museo dell'Annonciade: Le Bar N… à Marseille, 1907, olio su tela, 78 × 100[5].
- Tolone, Museo d'arte di Tolone: Vetrina Studio, olio su tela, 60 × 72,5.

### Opere in collezioni private referenziate
- Le Parc Borély, 1907, olio su tela, 73 × 92[6].